# 1046 a. C.

## Acontecimientos
- En China empieza la dinastía Zhou.[1]